# 情人節大屠殺
情人節大屠殺（英語：Saint Valentine's Day massacre），在1929年2月14日在美国伊利诺伊州芝加哥市發生的一起謀殺案，有七名北邊幫的幫派份子遭到集體槍殺。這個案件從未被偵破，一般相信，這是美國禁酒時期中，義大利裔美國幫派與由艾爾·卡彭領導南邊幫之間的一次激烈鬥爭事件，可能因為販賣私酒利益引發地盤爭奪而引起。伊根老鼠幫的前成員被懷疑在這次事件中發揮重要作用，協助卡彭。當時艾爾·卡彭的南邊幫（由裔美國人組成）與瘋子莫蘭領導的北邊幫（由愛爾蘭裔美國人及德裔美國人組成），正在爭奪地盤。
有四名殺手，裝扮成警察，強迫瘋子莫蘭手下其中7個人在汽車房中靠牆排成一行，並且毫不留情地槍殺。儘管當時報章媒體沸沸揚揚、大家都知道誰的嫌疑最大，然而從未有人被定罪、四名殺手的身份從未被確認。從這個事件可以得知艾爾·卡彭（在芝加哥地區）的影響力。

## 事件
1929年2月14日，上午10:30，情人节， 五名北邊幫（North Side Gang）成員和另外兩人被发现靠墙死在北芝加哥林肯公園街2122号的汽车房中。他们是被开枪打死的，可能是卡彭帮派所为，也可能是“境外人员”所为（即城市外的帮派）。最有可能是两者兼而有之。有证人看到两名男子打扮成芝加哥警官，其他人穿着长外套。大约上午10点30分，“警察”领着其他男子走进车库。当时卡彭在佛罗里达州度假。
这几人开着两辆崭新的凯迪拉克轿车，看上去就像侦探轿车。车上共四人，两名男子身着警服，另外两名穿着长外套。当时疯子莫兰帮的成员刚刚抵达汽车房，但帮派首领莫兰本人并不在里面。当时有消息说，莫兰本人就在附近，只是看到一辆警车，就逃离开了。

### 受害者
- 彼得·古森貝（英语：Peter Gusenberg），莫蘭幫的前線執行者。
- 法蘭克·古森貝（英语：Frank Gusenberg），彼得·古森貝的弟弟，也是一名執行者。
- Albert Kachellek（化名James Clark），莫蘭的第二把手。
- Adam Heyer，莫蘭幫的簿記員和業務經理。
- Reinhardt Schwimmer，已經放棄他的工作的配鏡師，做賽馬賭博，以及與幫派有聯繫。
- Albert Weinshank，為莫蘭管理幾個清潔和染色業務。他與莫蘭有相似之處，包括他所穿的衣服。
- John May，莫蘭幫的臨時汽車修理工。

## 遗迹

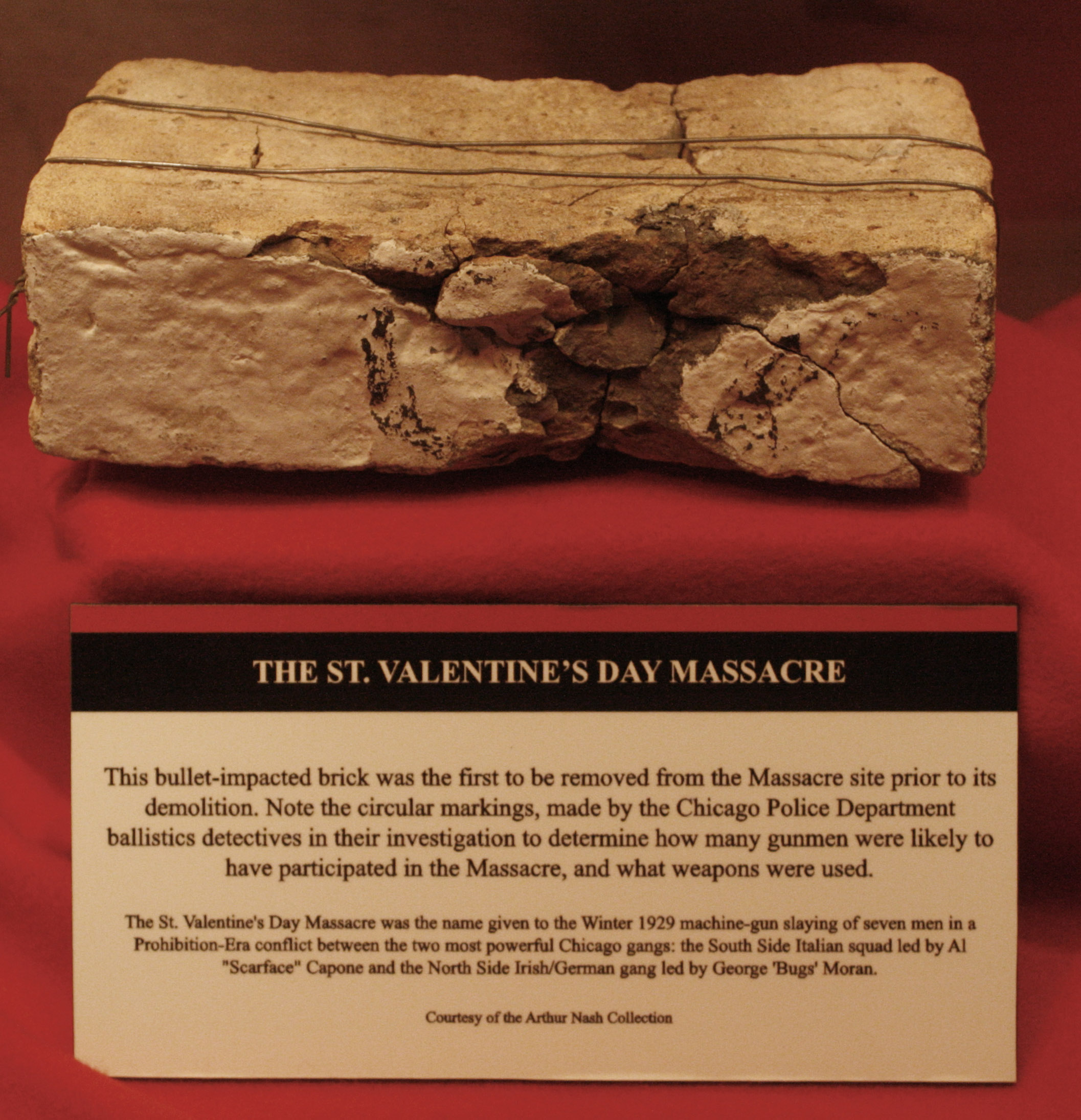
國家犯罪與懲罰博物館 - 情人節大屠殺的磚塊（2868502113）

位於北克拉克街2122號（2122 N. Clark Street）的車庫於1967年被拆除，現在這裡是一間養老院的停車場。一名加拿大的商人購買了大屠殺受害者排隊被射殺的牆上磚塊。多年來，它們被展出在許多與犯罪有關的新穎展覽中。許多原本的磚塊後來被單獨出售，其餘的現在由拉斯維加斯的黑幫博物館所擁有。

## 流行文化
情人節大屠殺在許多作品中被描述過：

### 傳記式
- 1959年電影《蓋世黑霸王》，由理察·威爾森（英语：Richard Wilson (director)）執導，洛·史德加飾演艾爾·卡彭
- 1959年電視劇《Playhouse 90（英语：Playhouse 90）》的單集「Seven Against the Wall（英语：Seven Against the Wall）」，由法蘭克林·沙夫納執導，Paul Lambert飾演艾爾·卡彭
- 1967年電影《黑霸王大決鬥》，由羅傑·科曼執導，賈森·羅巴茲飾演艾爾·卡彭
- 1975年電影《卡彭》，由史提夫·卡華（英语：Steve Carver）執導，賈森·羅巴茲飾演艾爾·卡彭
- 1987年電影《義膽雄心》，由白賴仁·狄龐馬執導，簡單地提及過這次大屠殺
- 2016年迷你劇《芝加哥黑幫紀實》，重演了大屠殺場面
- 2017年電影《黑幫之地》

## 外部連結
- Haunted Chicago
- Mystery.net

41°55′15″N 87°38′16″W / 41.92083°N 87.63778°W